# Onthophagus lamellicollis
Onthophagus lamellicollis là một loài bọ cánh cứng trong họ Bọ hung (Scarabaeidae).